# Katoliški glas
Katoliški glas je slovenski tednik Slovencev v Italiji, ki je začel izhajati 2. februarja 1949 in je nepretrgoma izhajal do decembra leta 1995, tiskali so ga v Gorici.
V prvem uvodniku so bile podane načelne smernice časopisa: "skupno glasilo tržaških in goriških Slovencev, katerim so vera, cerkev, jezik in socialna pravičnost sveta dediščina očetov in osrednje gibalo vsega osebnega in javnega življenja", kar je predstavljalo tudi idejni program tednika, ki se ga je tudi stalno držal v svojih uvodnikih in načelnih člankih. Z obširno tematiko in kulturnimi sestavki je spremljal dogajanje doma in po svetu, važnejše dogodke slovenskega oz. jugoslovanskega in italijanskega političnega življenja, življenja Cerkve, poročal pa je predvsem o krajevnem dogajanju, delovanju katoliških organizacij v zamejstvu in spremljal politično delovanje edine slovenske stranke v Italiji Slovenske skupnosti - SSk. Izdajalo ga je Katoliško tiskovno društvo. Leta 1993 so v Gorici ustanovili Zadrugo Goriška Mohorjeva in tako je Katoliški glas, poleg mesečnika Pastirček in knjig Goriške Mohorjeve družbe, postal sestavni del njenega delovanja.  Prvi odgovorni urednik Katoliškega glasa leta 1949 je bil Stanko Stanič, od 3. novembra 1955 pa Franc Močnik. Od leta 1993 je bil odgovorni urednik tržaški duhovnik Dušan Jakomin, vse do združitve s tednikom Novim listom v Novi glas leta 1996.